# Ворона флореська
Ворона флореська (Corvus florensis) — вид горобцеподібних птахів роду Крук (Corvus) родини Воронові (Corvidae).

## Поширення
Це ендемік островів Флорес і Рінка (Індонезія). Мешкає у напіввічнозелених лісах і деградованих, вологих, листяних мусонних лісах (особливо вздовж водотоків) від рівня моря до 950 м. У прибережних районах зустрічається у відкритих бамбуках і відкритих мусонних лісах або чагарниках, які являють собою дуже суху, злегка лісисту місцевість. Вид, очевидно, потерпає від деякої деградації лісів і годується на узліссі, але його відсутність у невеликих реліктових лісових масивах припускає, що, можливо, вид не добре адаптується до фрагментації середовища проживання.

## Загрози та охорона
Основною загрозою є подальше скорочення і фрагментацію місць існування, головним чином через розширення сільськогосподарських угідь, які вже великі на Флорес, і, ймовірно, призвели до істотного скорочення чисельності та скорочення ареалу виду. Хоча здається, вид досить терпимий до деградації лісів, вів в основному лісозалежний. Вид записаний у англ. Wolo Tadho Strict Nature Reserve і англ. Wae Wuul Nature Reserve.